# Софија Николајевић
Софија Николајевић (Дубровник, 1836 — Дубровник, 30. мај 1850) била је српска песникиња која је стварала своје песме у првој половини 19. века.

## Живот и каријера
Рођена је у Дубровнику 1836. године, од оца Ђорђа свештеника и књижевника. Основну школу и Девојачку школу завршила је у Дубровнику.
Софијин старији брат Чедомиљ након школовања (захваљујући Вуку Караџићу), добио је место у Бечу. Међутим, због болести вратио се у Дубровник 1849. године, па је о његовом здрављу морала да брине, тада трнаестогодишња софија, све до његове смрти 2. фебруара 1850. године. Четири месеца након братовљеве смрти (30. маја 1850) изненада је преминула и Софија, у четрнаестој години живота. Није познато да ли је умрла од последица неке епидемије, које су у Дубровнику као трговачкој луци повремено владале, или од туге за братом.

## Дело
Софија Николајевић ће остати запамћена по песми „Надгробни венац“, написаној на српском језику, коју је посветила свом рано преминулом брату Чедомиљу. Поред њених песма у песмарици су објављени и стихови, Чедомиљевих пријатеља.